# New Lanark
New Lanark là một ngôi làng nằm bên bờ sông Clyde, cách Lanark 2,2 km (1,4 dặm) thuộc hạt Lanarkshire, và cách khoảng 25 dặm (40 km) về phía đông nam Glasgow, Scotland. Được thành lập vào năm 1786 bởi David Dale, người đã xây dựng các nhà máy bông và nhà ở cho những công nhân. Ông đã xây dựng nó nhờ vào mối quan hệ với nhà phát minh và doanh nhân Anh Richard Arkwright để tiến hành tận dụng nguồn nước trên sông Clyde. Robert Owen, là một nhà cải cách xã hội và từ thiện là người có quan hệ như là đối tác với Dale đã biến New Lanark trở thành một mô hình cộng đồng doanh nghiệp, trở thành một ví dụ sớm về một khu định cư quy hoạch, trở thành một cột mốc quan trọng trong sự phát triển lịch sử của quy hoạch đô thị.
New Lanark hoạt động cho đến năm 1968. Sau sự suy giảm, ủy ban bảo tồn New Lanark được thành lập năm 1974 để ngăn chặn việc hư hại của di sản công nghiệp này. Đến năm 2006, hầu hết các tòa nhà đã được khôi phục và ngôi làng đã trở thành một điểm thu hút khách du lịch lớn. Đây là một trong sáu Di sản thế giới được UNESCO công nhận ở Scotland và là điểm dừng của Tuyến đường di sản công nghiệp châu Âu.